# Wojciech Tremiszewski
Wojciech Tremiszewski (ur. 18 czerwca 1978 w Gdyni) – polski aktor, reżyser, scenarzysta i edukator Stowarzyszenia Teatralno-Edukacyjnego Teatru „Wybrzeżak” w Gdańsku. Członek Grupy Muflasz i kabaretu Limo.
W teatrze zadebiutował w roku 1997 w sztuce Mirona Białoszewskiego Pamiętnik z powstania warszawskiego w reżyserii Wiesława Górskiego w teatrze „Wybrzeżak”. Założyciel i koncepcyjny lider trójmiejskiego teatru improwizacji „W Gorącej Wodzie Kompani”.
Wciela się w postać Warrena, przyjaciela rodziny Owensów w emitowanym przez telewizję Polsat, a następnie przez TV4 kabaretowym serialu improwizowanym Spadkobiercy.

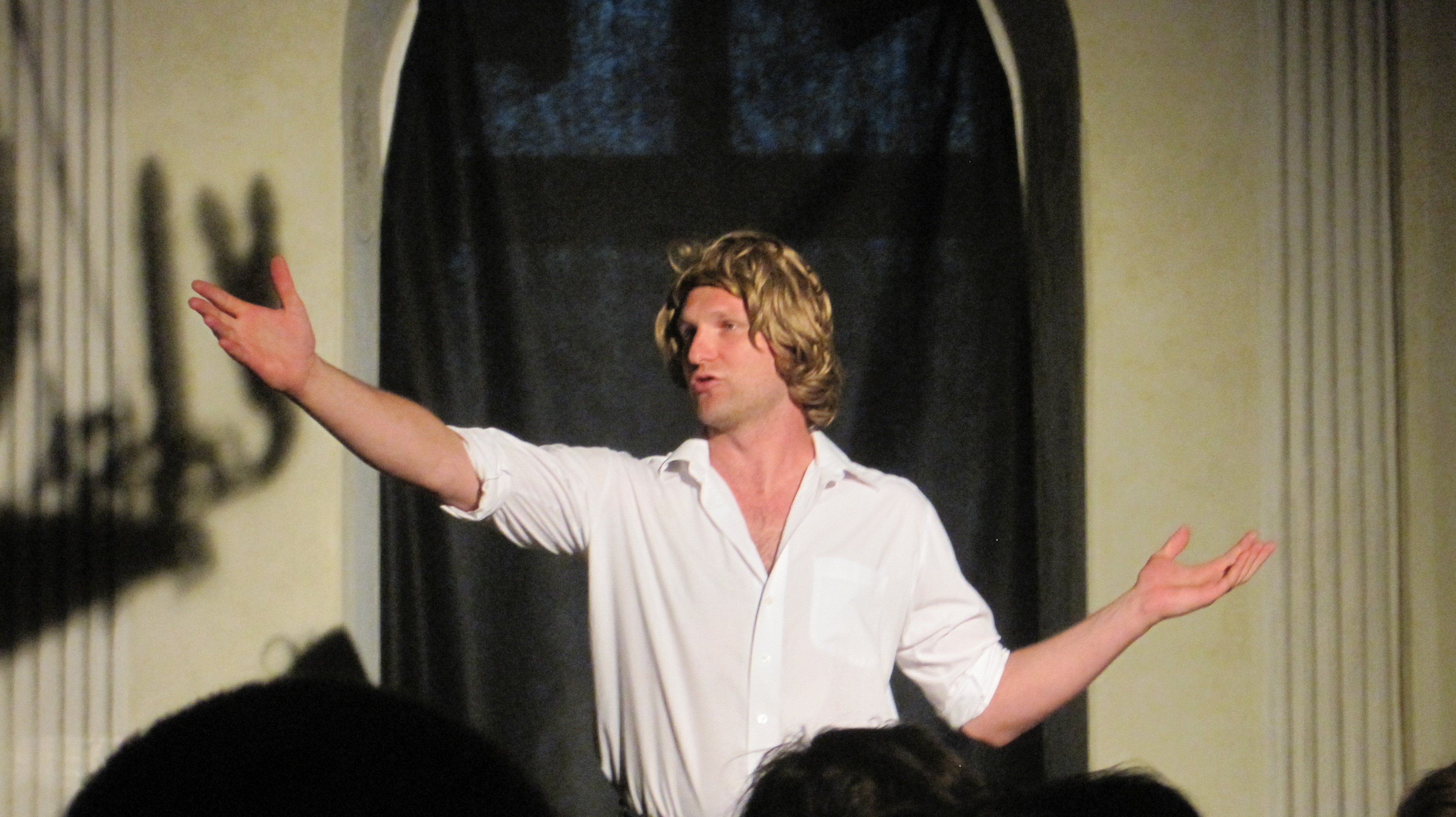
Wojciech Tremiszewski podczas Nocy Muzeów w Śmiełowie – 19 maja 2012

Żonaty, ma dwoje dzieci.

## Filmografia
- 2003: Wożonko – Gangster A
- 2005: Anthem – Javier
- 2005: Towar – Wojtek
- 2007: W stepie szerokim – Zbigniew „Papa” Papaja
- 2008: Dla ciebie i ognia – sierżant Sadowski
- 2011: Spadkobiercy – Warren
- 2011: Czarny czwartek – współlokator
- 2011: Student Break – sierżant Politechniki Stanowej

## Ważniejsze role teatralne
W Teatrze Wybrzeżak w Gdańsku:
- 1997: Pamiętnik z powstania warszawskiego
- 1998: Podaj Wiosło
- 1998: Romeo i Julia
- 2001: W dniu urodzin Wandy June
- 2002: Wizyta nie w porę
- 2003: Moralność pani Dulskiej
- 2008: Dobry wujek

Z Grupą Muflasz:
- 2001: Babie Doły
- 2002: Delektacja
- 2002: Atlantikon
- 2006: Truflasz, czyli polowanie na dzika
- 2007: Dżangyl
- 2009: Dekonstrukcja

## Reżyseria teatralna
W Teatrze Wybrzeżak w Gdańsku:
- 2002: Chłopcy z Placu Broni
- 2004: Spejsoperah, czyli supergwiazdy kontra bobki
- 2006: Love is all każdy Krzychu needs
- 2007: Proces